# Fiat 500 Moretti Coupé
La Moretti 500 Coupé è un'autovettura special di tipo coupé prodotta dalla Moretti, su base Fiat 500, dal 1961 al 1969.

## La vettura
La storia del modello "500 Coupé" inizia alla Moretti nel 1957 con la realizzazione di un prototipo dalle linee americaneggianti, realizzato su autotelaio Fiat Nuova 500 N, per il Salone di Torino, che non avrà seguito produttivo.
Nel 1960, sempre per il Salone di Torino, viene approntato un nuovo prototipo di "Coupé" su autotelaio Fiat Nuova 500 D, affiancato dalla versione "Spider", con estetica sportiva di impronta più europea, ispirata all'Alpine A108; entrambe le versioni furono poi prodotte in piccola serie.
Dopo un lungo periodo di gestazione, nel 1964, viene presentata l'ultima Moretti 500 Coupé, su autotelaio Fiat Nuova 500 D e poi Fiat Nuova 500 F, che ottiene un buon successo commerciale, rimanendo in produzione fino al 1969.
Come per le precedenti versioni, Moretti affida la carrozzeria a Giovanni Michelotti che disegna una vetturetta elegante, addolcendo le linee della versione 1960, mediante il rialzo del cofano anteriore molto spiovente con un paraurti in gomma piena, che le faceva assumere un aspetto essenzialmente corsaiolo.
La parte posteriore presenta una forte inclinazione del padiglione che, insieme all'ampia finestratura laterale dà molta luce all'abitacolo.
L'abitabilità è maggiore rispetto alla 500 D e la "500 Coupé" fu molto apprezzata da quella parte di clientela che sceglieva automobili "fuoriserie" e, in particolare, dalle donne che ne decretarono il successo, tanto da essere prodotta in circa 25.000 esemplari.
La vettura è dotata di un motore 2 cilindri da 499,5 cm³ di cilindrata che eroga una potenza massima di 22 CV  a 4400 giri/min. La vettura era dotata di Sospensioni a ruote indipendenti ed è in grado di raggiungere una Velocità massima di 115 km/h.
Questo modello viene affiancato, nel 1966, dalla versione "595 SS" con motore potenziato a 28 CV e velocità massima di 130 km/h, oltre a ulteriori dotazioni di carattere sportivo, come il quadro strumenti con manometro olio e contagiri, impianto di scarico modificato e ruote finestrate autoventilanti.
Nel 1967 la "500 Coupé" veniva offerta al prezzo 745.000 Lire F.F., mentre per la versione "595 SS Coupé" occorreva aggiungere la considerevole cifra di 150.000 Lire.